# بخش مولتون (شهرستان آگلایزه، اوهایو)
بخش مولتون (به انگلیسی: Moulton Township) یک منطقهٔ مسکونی در ایالات متحده آمریکا است که در شهرستان اوگلایز واقع شده‌است.
 بخش مولتون ۷۲٫۳ کیلومتر مربع مساحت و ۱٬۶۹۴ نفر جمعیت دارد و ۲۶۴ متر بالاتر از سطح دریا واقع شده‌است.